# Itteren (ancienne commune)
Itteren, en limbourgeois Ittere, était une ancienne commune néerlandaise qui fut fusionnée, en 1970, à la commune de Maastricht.

## Histoire

### Origines
Les archéologues ont découvert onze sites archéologiques dans la région. Les vestiges les plus anciens datent de l'âge de pierre, il y a environ 7000-4000 ans (outil en silex). Des bracelets en verre datant de l'âge du fer ont aussi été trouvés. Aux alentours IIIe et IIe siècles av. J.-C. une villa romaine se trouvait dans la région. Des restes de celles-ci (dont des poteries) ont été découverts en 1995 et 1999 sur la Pasestraat au nord de Borgharen, à la limite avec Itteren. Au même endroit se trouvait le cimetière aux VIe et VIIe siècles. Près de l'embouchure de la Gueule, des fragments d'urnes et de crémations ont été trouvés.

### Moyen Âge
Le centre du village d'Itteren date du Moyen Âge. Des poteries de cette période ont aussi été trouvées dans les champs.
Itteren serait devenue assez tôt un village indépendant avec ses propres échevins. En 1330, les deux villages voisins de Borgharen et d'Itteren ont chacun leur propre cour de haute et basse justice. Adam van Haren possédait Borgharen, et portait le titre de seigneur de Borgharen, et le duc Jean III de Brabant possédait Itteren. À l'origine détenue conjointement, ils ont décidé, le 17 octobre 1330, de diviser les deux villages.
Au XIVe siècle, Itteren appartenait au Valkenburg, ainsi que Meerssenhoven et Hartelsteijn. Les seigneurs de Itteren sont connus depuis 1345. Le seigneur était alors Henry de Itteren. Après sa mort, l'héritage fut contesté par les familles de Loon-Heinsberg (du côté l'épouse de Henry) et Stein (propriétaires de voisins). Le résultat de cette contestation n'est pas connu, mais les seigneurs suivants ne sont connus qu'à partir de 1478. Le seigneur portait cette année là le nom de Jacob Morialmes. Plus tard, le titre passa en possession d'un certain nombre d'autres familles.

### Époque moderne
Lors du siège de Maastricht de 1632, dans le cadre de la guerre de Quatre-Vingts Ans, Itteren fut le lieu d'une bataille. Maastricht était espagnole depuis 1579 lorsque le stathouder Frédéric-Henri d'Orange-Nassau tenta de reprendre le contrôle de la ville lors de la « Marche de la Meuse », avec 30 000 hommes, dans la région du Limbourg actuel. Le siège de Maastricht commença avec l'arrivée des troupes le 10 juin, et se termina par la reddition de la forteresse le 22 août. Celle-ci était entourée de campements fortifiés reliées par des remparts, fossés et tranchées. Les ponts Borgharen et Saint-Pierre ont été construits à travers le fleuve de sorte que l'encerclement soit complet.
Après la guerre de Quatre-Vingts Ans, Itteren fut intégré à la juridiction de Valkenburg.

### Période française
Peu après la révolution française, la ville de Maastricht fut intégrée à la république après sa capitulation le 5 novembre 1794. Selon la Constitution de l'an III (du 2 août 1795), les localités de moins de 5 000 habitants présentes sur le territoire conquis ne pourraient pas former de municipalité indépendante. À la place, elle prendrait la forme de quartier dirigé par un agent municipal. Cette situation persista 4 ans.

### Révolution belge
Jusqu’en 1830, la Belgique et les Pays-Bas actuels formaient le royaume uni des Pays-Bas sous le règne de Guillaume Ier, mais en août 1830, l'insatisfaction liée aux politiques du roi Guillaume Ier entraîna à la révolution belge.
La province néerlandaise correspondant au Limbourg actuel, à l'exception de Maastricht et de Saint-Pierre, se sont ralliés en 1830 du côté des insurgés. Jusqu'en 1839 la province néerlandaise du Limbourg était considéré par les Belges comme partie de la Belgique. En 1839, le Royaume des Pays-Bas et la Belgique signèrent, à Londres, le traité des XXIV articles divisant le Limbourg en deux parties, une belge, l'autre néerlandaise. La frontière marquée par des bornes en pierre et en fonte (comprenant des armoriaux des deux royaumes) fut fixée précisément par le traité de Maastricht du 8 août 1843. Le code postale d'Itteren était alors 107. Il s'agissait en fait de deux numéros 107, l'un correspondant à la partie néerlandaise, et l'autre correspondant à la partie belge.
Itteren était à l'époque une très petite communauté. Vers 1845, la zone d'Itteren, couvrant 436 ha, comptait 390 personnes dans 69 maisons. Tous les résidents étaient catholiques, sauf une personne protestante. En 1900, la communauté comptait 544 habitants dans 93 maisons. En décembre 1934, alors qu'Itteren couvrait 444 ha., la communauté comptait 589 personnes réparties dans 123 maisons. L'évolution de la surface est en partie due à l’ajout de gravier sur les îlots de pierre adjacent en 1864.

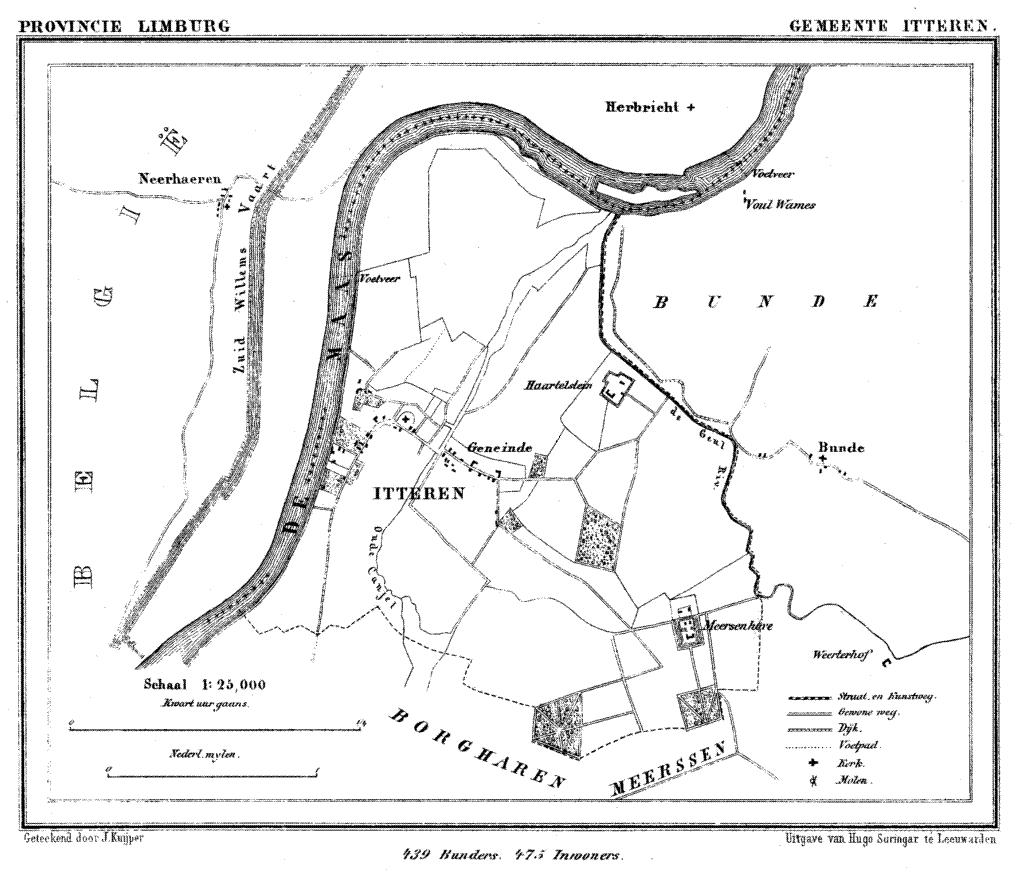
La commune d'Itteren en 1870.

### Jusqu'à 1970
Le 1er juillet 1970, Itteren fut intégré à la ville de Maastricht, au sein des quartiers Itteren et Beatrixhaven, qui manquait de sites industriels.

## Démographie
| 1830 | 1840 | 1849 | 1859 | 1869 | 1879 |
| ---- | ---- | ---- | ---- | ---- | ---- |
| 391  | 386  | 455  | 465  | 443  | 466  |

| 1889 | 1899 | 1909 | 1920 | 1930 | 1947 |
| ---- | ---- | ---- | ---- | ---- | ---- |
| 490  | 533  | 536  | 574  | 560  | 634  |

| 1956 | 1960 | - | - | - | - |
| ---- | ---- | - | - | - | - |
| 762  | 778  | - | - | - | - |

## Sources

## Compléments